# ミンホア県

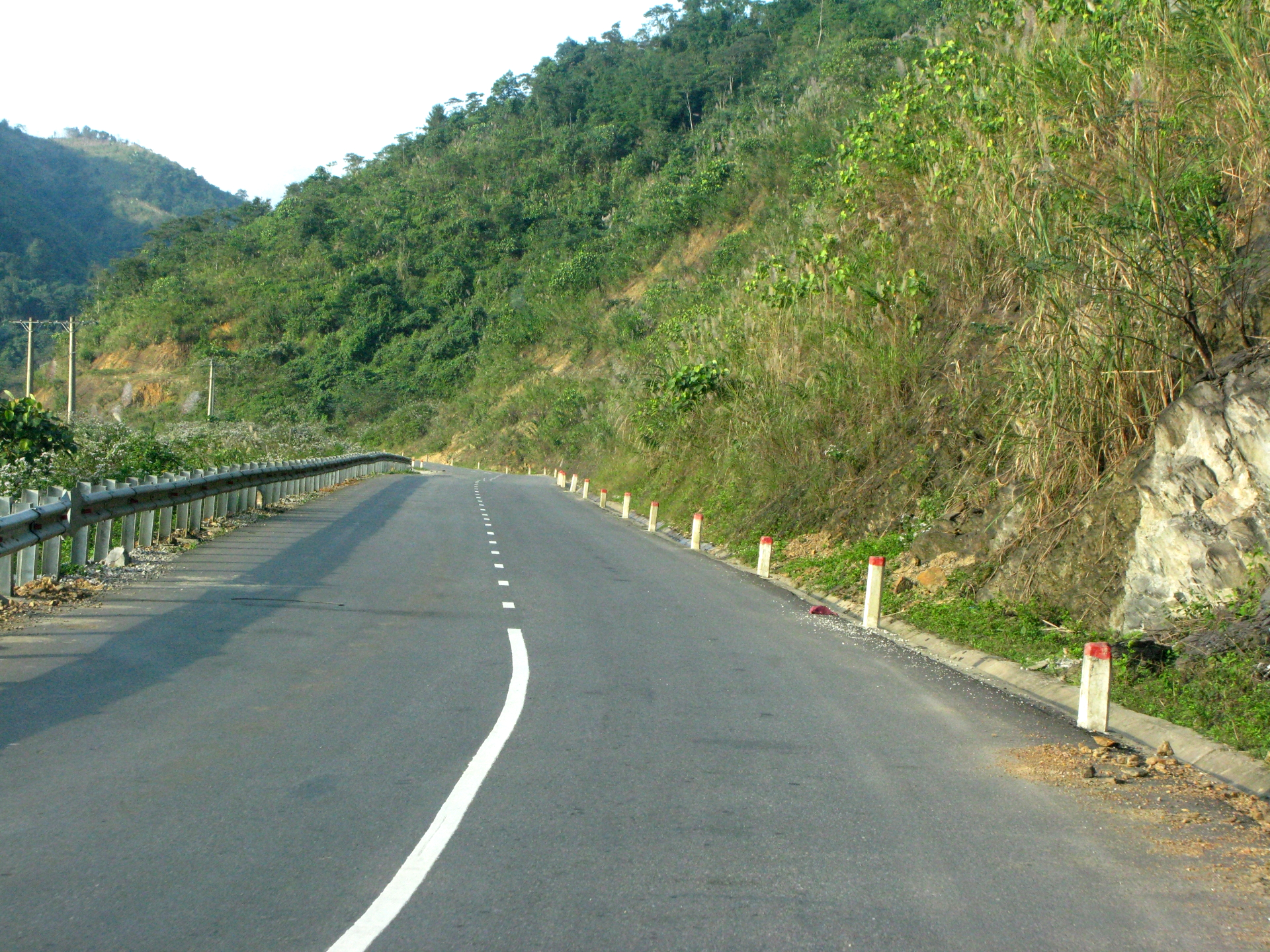

ミンホア県（ミンホアけん、ベトナム語：Huyện Minh Hóa / 縣明化? ）は、ベトナム社会主義共和国クアンビン省の県である。面積は1,394 km²、人口は50,708人（2017年）である。

## 行政区画
1市鎮15社を管轄する。